# Ernst Engel

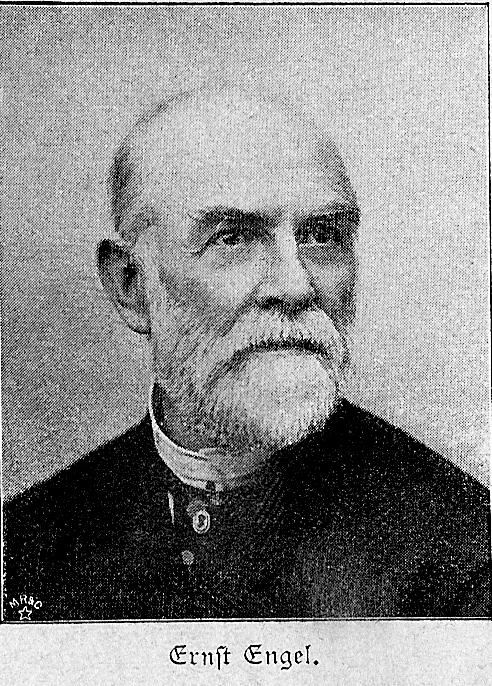
Ernst Engel

Ernst Engel (Dresden, 21 maart 1821 - Radebeul, 8 december 1896) was een Duits politiek econoom en statisticus. 

## Carrière
Nadat Ernst afstudeerde aan de Mijnbouwacademie in Freiberg, trok hij rond in Frankrijk en Duitsland. Net na de revoluties in Europa in 1848, werd hij aangesteld in de koninklijke commissie van Saksen. Hem werd gevraagd het verband tussen handel en arbeid te bepalen.
In 1850 werd hij door de staat aangesteld voor de organisatie van de Duitse industriële tentoonstelling te Leipzig. Dit was echter zo een succes dat hij in 1854 benoemd werd als hoofd van de Statistische Dienst van de overheid. In 1858 stopte hij hiermee en richtte de eerste Hypotheken-Versicherungsgesellschaft op (Hypotheken verzekeringsmaatschappij). In 1860 werd hij de opvolger van Karl Friedrich Wilhelm Dieterici in het Departement van de Statistiek. In 1882 nam hij ontslag en trok zich terug in Radebeul, waar hij op 75-jarige leeftijd overleed.

## Wet van Engel
Engel is bekend door de wet van Engel. Deze zegt dat, naarmate het inkomen stijgt, het aandeel van de uitgaven dat wordt besteed aan noodzakelijke producten (voedsel, huisvesting, vervoer, gezondheidszorg) daalt. Dit wil zeggen, dat het niet is omdat je meer verdient, dat men meer gaat uitgeven aan noodzakelijke producten. Dus de hoeveelheid noodzakelijke producten die men koopt daalt in verhouding tot de rest van wat men koopt, maar het is wel mogelijk dat men duurdere noodzakelijke producten koopt.

## Werken
- Die Productions- und Consumtionsverhältnisse des Königreichs Sachsens Zeitschrift des statistischen Bureaus des Königlich Sächsischen Ministerium des Inneren. Nr.8 en 9. 1857.
- Die Methoden der Volkszählung. 1861.
- Die Industrielle Enquete und die Gewerbezählung im Deutschen Reiche und im Preußischen Staate am Ende des Jahres 1875. Simion, Berlin 1878
- Die deutsche Industrie 1875 und 1861. Statistische Darstellung der Verbreitung ihrer Zweige über die einzelne Staaten des Deutschen Reichs, mit Hervorhebung Preussens. Königl. Stat. Bureau, Berlin 1880.
- Das Zeitalter des Dampfes in technisch-statistischer Beleuchtung. 2. Auflage. Königlichen Statistischen Bureaus, Berlin 1881.
- La consommation comme mesure du bien-être des individus, des familles et des nations. Bulletin de l’Institut International de Statistique 2.1., 1887, pp.50–75.
- Die Lebenskosten belgischer Arbeiter-Familien früher und jetzt. Ermittelt aus Familien-Haushaltrechnungen und vergleichend zusammengestellt. Bulletin de l’Institut International de Statistique. 9.1., 1895, pp.1–124.

- Bibsys: 90708250
- Biblioteca Nacional de Chile: 000496759
- Bibliothèque nationale de France: cb10237664q (data)
- CiNii: DA05802247
- Gemeinsame Normdatei: 116486856
- International Standard Name Identifier: 0000 0001 1874 2596
- Library of Congress Control Number: n89671634
- Bibliotheek van het Japanse parlement: 00438908
- Nationale Bibliotheek van Tsjechië: ola2002161269
- Nationale Bibliotheek van Israël: 987007278924505171
- Nationale Bibliotheek van Polen: a0000001193025
- Nederlandse Thesaurus van Auteursnamen: 146788982
- Réseau des bibliothèques de Suisse occidentale: 02-A003217217
- SNAC: w6wt6dzz
- Système universitaire de documentation: 05709392X
- Virtual International Authority File: 27823534
- WorldCat: E39PBJgX7tMpygYYbdtVvdgYfq